# Alfredo Ramos (football, 1924)
Pour les articles homonymes, voir Alfredo Ramos.
Alfredo Ramos, de son nom complet Alfredo Ramos Castilho (né le 27 octobre 1924 à Jacareí dans l'État de São Paulo, et mort le 31 juillet 2012 à São Paulo), est un joueur international et entraîneur de football brésilien, qui évoluait au poste de défenseur.

## Palmarès

### Club
- Campeonato Paulista : 1

 São Paulo Futebol Clube : 1953

### Sélection
- Coupe Bernardo O'Higgins : 1

1955
- Coupe Oswaldo Cruz : 1

1955